# گاومیش‌گلی (آبگرم)
جامیش گلی نام یکی از آب گرم‌های معروف شهر سرعین است.
این آب گرم از چشمه ای جوشان که در کوه سبلان واقع شده سر چشمه می‌گیرد  وبه دلیل داغ بودن بسیار معروف است، به طوری که نام یک میدان گاومیش گلی نام دارد این آب گرم روباز است و دریچه هوا دارد.
یکی دیگر از عواملی که باعث شده این آب درمانی محبوبیت خاصی بین گردشگران دارد طبیعی بودن این آب درمانی است بطوریکه از کف استخر آب جوشیده و بالا می‌آید.